# Michael Porter Jr.
Michael Lamar Porter Jr. (Columbia, 1998. június 29. –), becenevén MPJ, amerikai kosárlabdázó, a Denver Nuggets játékosa a National Basketball Associationben (NBA).
Középiskolás éveiben több csapat színeiben is játszott, amit követően a 2017-es osztály egyik legjobbjának tekintették. Megválasztották az év középiskolás játékosának 2017-ben. Egyetemen a Missouri Tigers játékosa volt, ahol az apja az edző, öccse pedig csapattársa volt.
A 2018-as NBA-drafton a 14. helyen választotta a Nuggets, miután sok csapat szerződtetése ellen döntött, sérülékenysége miatt. A Nuggets közel állt ahhoz, hogy ne engedje a játékost a pályára első szezonjában, hátproblémái miatt. Több műtéten is át kellett esnie pályafutása első éveiben, mire teljesen készen állt a játékra.

## Statisztika

### Egyetem
| Év        | Csapat          | JM | KM | JP/M | MG%  | 3P%  | BD%  | LP/M | GP/M | L/M | B/M | P/M  |
| --------- | --------------- | -- | -- | ---- | ---- | ---- | ---- | ---- | ---- | --- | --- | ---- |
| 2017–2018 | Missouri Tigers | 3  | 1  | 17.7 | .333 | .300 | .778 | 6.7  | .3   | 1.0 | .3  | 10.0 |

### NBA

#### Alapszakasz
| Év         | Csapat         | JM  | KM  | JP/M | MG%  | 3P%  | BD%  | LP/M | GP/M | L/M | B/M | P/M  |
| ---------- | -------------- | --- | --- | ---- | ---- | ---- | ---- | ---- | ---- | --- | --- | ---- |
| 2019–2020  | Denver Nuggets | 55  | 8   | 16.4 | .509 | .422 | .833 | 4.7  | .8   | .5  | .5  | 9.3  |
| 2020–2021  | Denver Nuggets | 61  | 54  | 31.3 | .542 | .445 | .791 | 7.3  | 1.1  | .7  | .9  | 19.0 |
| 2021–2022  | Denver Nuggets | 9   | 9   | 29.4 | .359 | .208 | .556 | 6.6  | 1.9  | 1.1 | .2  | 9.9  |
| 2022–2023† | Denver Nuggets | 62  | 62  | 29.0 | .487 | .414 | .800 | 5.5  | 1.0  | .6  | .5  | 17.4 |
| 2023–2024  | Denver Nuggets | 81  | 81  | 31.7 | .484 | .397 | .836 | 7.0  | 1.5  | .5  | .7  | 16.7 |
| 2024–2025  | Denver Nuggets | 77  | 77  | 33.7 | .504 | .395 | .768 | 7.0  | 2.1  | .6  | .5  | 18.2 |
| Karrier    | Karrier        | 345 | 291 | 29.1 | .500 | .406 | .795 | 6.4  | 1.4  | .6  | .6  | 16.2 |

#### Rájátszás
| Év      | Csapat         | JM | KM | JP/M | MG%  | 3P%  | BD%  | LP/M | GP/M | L/M | B/M | P/M  |
| ------- | -------------- | -- | -- | ---- | ---- | ---- | ---- | ---- | ---- | --- | --- | ---- |
| 2020    | Denver Nuggets | 19 | 3  | 23.8 | .476 | .382 | .743 | 6.7  | .8   | .7  | .3  | 11.4 |
| 2021    | Denver Nuggets | 10 | 10 | 33.2 | .474 | .397 | .810 | 6.2  | 1.3  | 1.1 | .3  | 17.4 |
| 2023†   | Denver Nuggets | 20 | 20 | 32.6 | .423 | .351 | .793 | 8.1  | 1.6  | .5  | .6  | 13.4 |
| 2024    | Denver Nuggets | 12 | 12 | 36.9 | .466 | .407 | .769 | 6.8  | 1.1  | .9  | .8  | 15.8 |
| Karrier | Karrier        | 61 | 45 | 30.8 | .455 | .380 | .775 | 7.1  | 1.2  | .7  | .5  | 13.9 |